# Le Voile des illusions (film, 1934)
Pour les articles homonymes, voir Le Voile des illusions.
Pour plus de détails, voir Fiche technique et Distribution.
Le Voile des illusions (The Painted Veil) est un film américain de Richard Boleslawski, sorti en 1934.

## Synopsis
En Autriche, Katrin Koerber, fille d'un professeur en médecine, rêve de quitter son pays pour vivre une existence passionnante. Quand le bactériologiste britannique Walter Fane lui demande de l'épouser et de l'accompagner dans sa mission à Hong Kong, bien qu'elle n'en soit pas amoureuse, elle accepte sans hésiter. À Hong Kong, alors que Walter est accaparé par sa mission, Katrin entame une liaison amoureuse avec un homme marié, Jack Townsend, attaché à l'ambassade britannique. Les deux amants découvrent ensemble les charmes de la civilisation chinoise, ce qui fait que Katrin en vient à reprocher à Walter leur vie monotone et casanière. Pour la satisfaire, Walter s'efforce d'abréger sa journée de travail et, rentrant plus tôt qu'à l'accoutumée, est étonné de trouver la porte de la chambre verrouillée et remarque le chapeau de Jack Townsend dans un coin. Walter se confronte avec Katrin qui avoue être amoureuse de Jack. Déçu, Walter consent à lui accorder le privilège de demander le divorce si Jack quitte sa femme pour l'épouser. 
Quand Katrin fait part de ces conditions à Jack, celui-ci se dérobe en répondant que le divorce ruinerait sa carrière et sa réputation. Il ne reste plus qu'à Katrin, désillusionnée, à suivre Walter dans sa nouvelle mission au fin fond d'une région centrale où une épidémie de choléra fait rage. Tandis que Walter lutte sans répit pour enrayer l'épidémie, Katrin, isolée, se met à déprimer. Walter lui offre alors l'occasion de rentrer Hong Kong par voie fluviale en s'embarquant depuis le village identifié comme racine de l'épidémie. Walter, qui a ordonné par mesure sanitaire que le village soit incendié, est surpris de voir Katrin s'investir dans la mission en secourant de jeunes orphelins victimes de l'épidémie. Dans l'affolement général, Walter est agressé et Katrin reste pour le soigner. Pendant ce temps, Jack réalise qu'il aime profondément Katrin et quitte Hong Kong pour la rejoindre. 
Quand il la retrouve, elle lui confie qu'elle est maintenant fortement éprise de Walter après avoir pris conscience de la dimension de son engagement médical et de ses sacrifices, et, tandis qu'elle déclare son amour à son mari, Jack regagne son poste à Hong Kong.

## Fiche technique
- Titre original : The Painted Veil

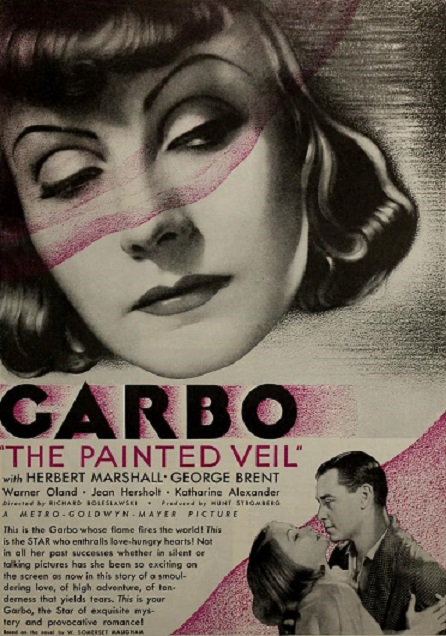
Publicité pour le film parue dans le The New Movie Magazine (1934).

- Titre français : Le Voile des illusions
- Réalisation : Richard Boleslawski
- Réalisation scènes extérieures : George Hill
- Scénario : John Meehan, Salka Viertel et Edith Fitzgerald, d'après le roman de W. Somerset Maugham, La Passe dangereuse (1925)
- Direction artistique : Cedric Gibbons
- Costumes : Adrian
- Photographie : William H. Daniels
- Montage : Hugh Wynn
- Musique :  Herbert Stothart
- Production : Hunt Stromberg
- Société de production : MGM (États-Unis)
- Société de distribution : MGM (États-Unis)
- Pays d'origine :  États-Unis
- Langue originale : anglais
- Format : noir et blanc — 35 mm — 1.37:1 — son monophonique (Western Electric Sound System)
- Genre : drame
- Durée : 88 minutes
- Dates de sortie :
  - États-Unis : 23 novembre 1934
  - France : 15 mai 1935
- (fr) Classification CNC : tous publics (visa d'exploitation no 3784 délivré le 31 octobre 1939)

## Distribution

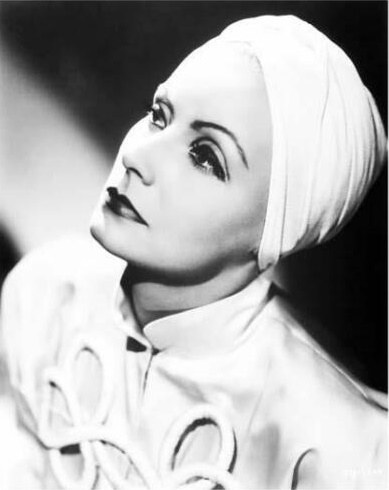
Photo promotionnelle de Greta Garbo pour le film.

- Greta Garbo (VF : Claude Marcy) : Katrin Koerber Fane
- Herbert Marshall : Dr Walter Fane
- George Brent : Jack Townsend
- Warner Oland : le général Yu
- Jean Hersholt : Monsieur Koerber
- Bodil Rosing : Mme Koerber
- Katharine Alexander : Mme Townsend
- Cecilia Parker : Olga Koerber
- Soo Yong : Amah
- Leonard Mudie : Barrett

## Production
Période de production : 3 juillet au 5 septembre 1934.

### Tournage
- Intérieurs : studios MGM de Culver City (Californie). Selon le magazine The Hollywood Reporter, MGM a construit la copie d'un antique temple chinois dans ses studios de Culver City[1].
- Extérieurs : tournés en Chine au cours du premier semestre 1934 par le réalisateur George Hill. Certaines scènes ont également été utilisées pour le film Visages d'Orient (The Good Earth, 1937), une autre production de la MGM. Mais du fait que George Hill s'est suicidé deux mois après son retour de Chine, on ignore la proportion du métrage figurant dans Le Voile des illusions[1].

### Musique
Voici la mariée (Bridal Chorus (en)), extrait de l'opéra Lohengrin de Richard Wagner (1850). Musique jouée lors de la scène du mariage.

## Accueil
Pour le magazine Télé 7 jours, Le Voile des illusions est un « film bavard, passablement ennuyeux, terriblement démodé. Un mélo que seuls apprécieront les inconditionnels de Garbo ».

## Autour du film
Deux remakes ont été réalisés :
- La Passe dangereuse (The Seventh Sin), par Ronald Neame, avec Eleanor Parker, Bill Travers et Jean-Pierre Aumont (1957).
- Le Voile des illusions (The Painted Veil), par John Curran, avec Naomi Watts, Edward Norton et Liev Schreiber (2006).